# Wormeldange
Wormeldange (Luxemburgs: Wuermer of Wuermeldeng, Duits: Wormeldingen) is een gemeente in het Luxemburgse Kanton Grevenmacher.
De gemeente heeft een totale oppervlakte van 17,25 km² en telde 2365 inwoners op 1 januari 2007.

## Evolutie van het inwoneraantal
| Jaar                              | 2001 | 2002 | 2003 | 2004 | 2005 |
| --------------------------------- | ---- | ---- | ---- | ---- | ---- |
| Inwoneraantal                     | 2280 | 2306 | 2312 | 2285 | 2283 |
| Opmerking: tellingen op 1 januari |      |      |      |      |      |

## Plaatsen in de gemeente
- Ahn
- Dreiborn
- Ehnen
- Kapenacker
- Lehbusch
- Machtum
- Wormeldange
- Wormeldange-Haut

## Afbeeldingen

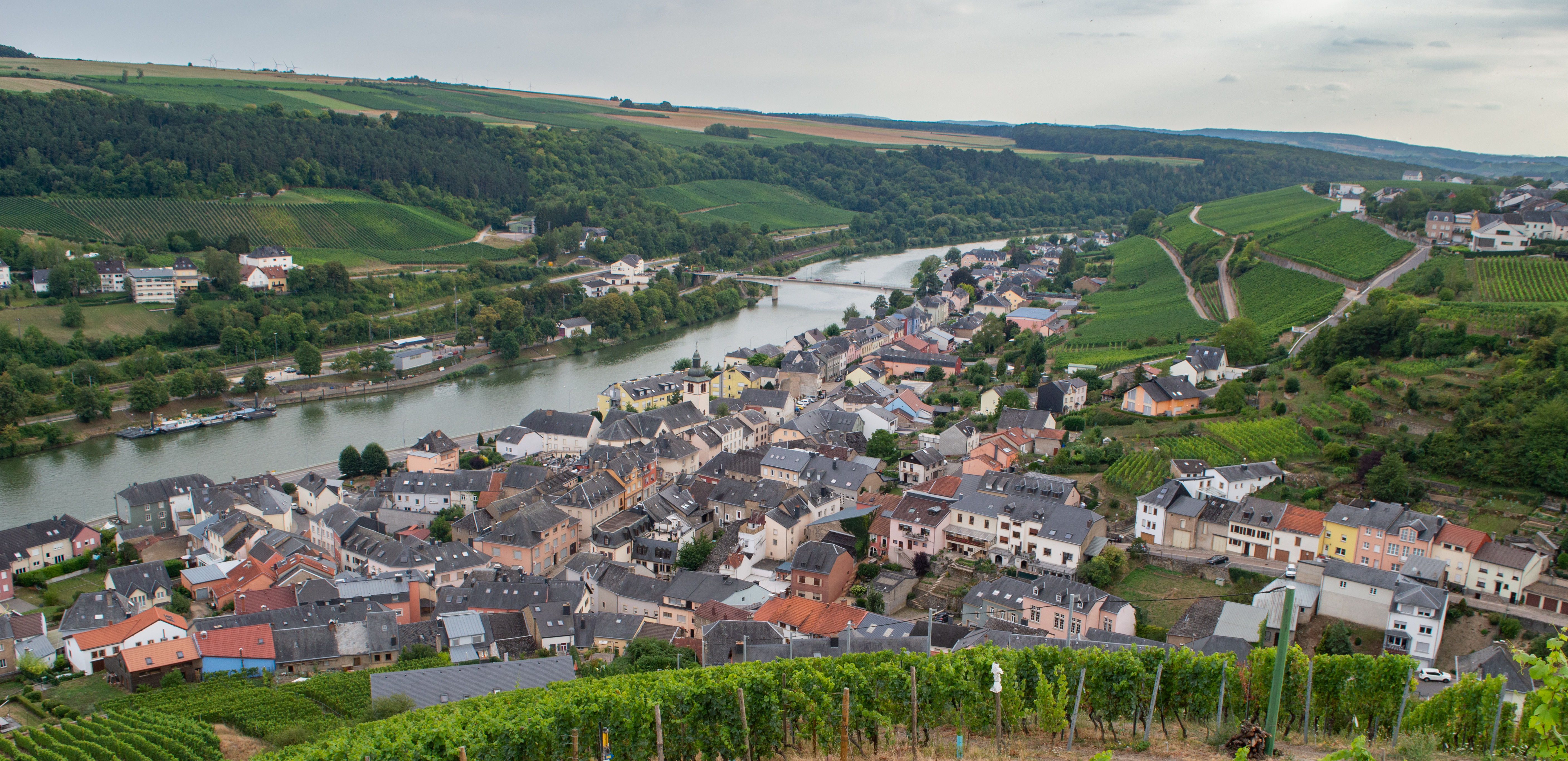
Wormeldange, gezien vanaf een nabijgelegen heuvel
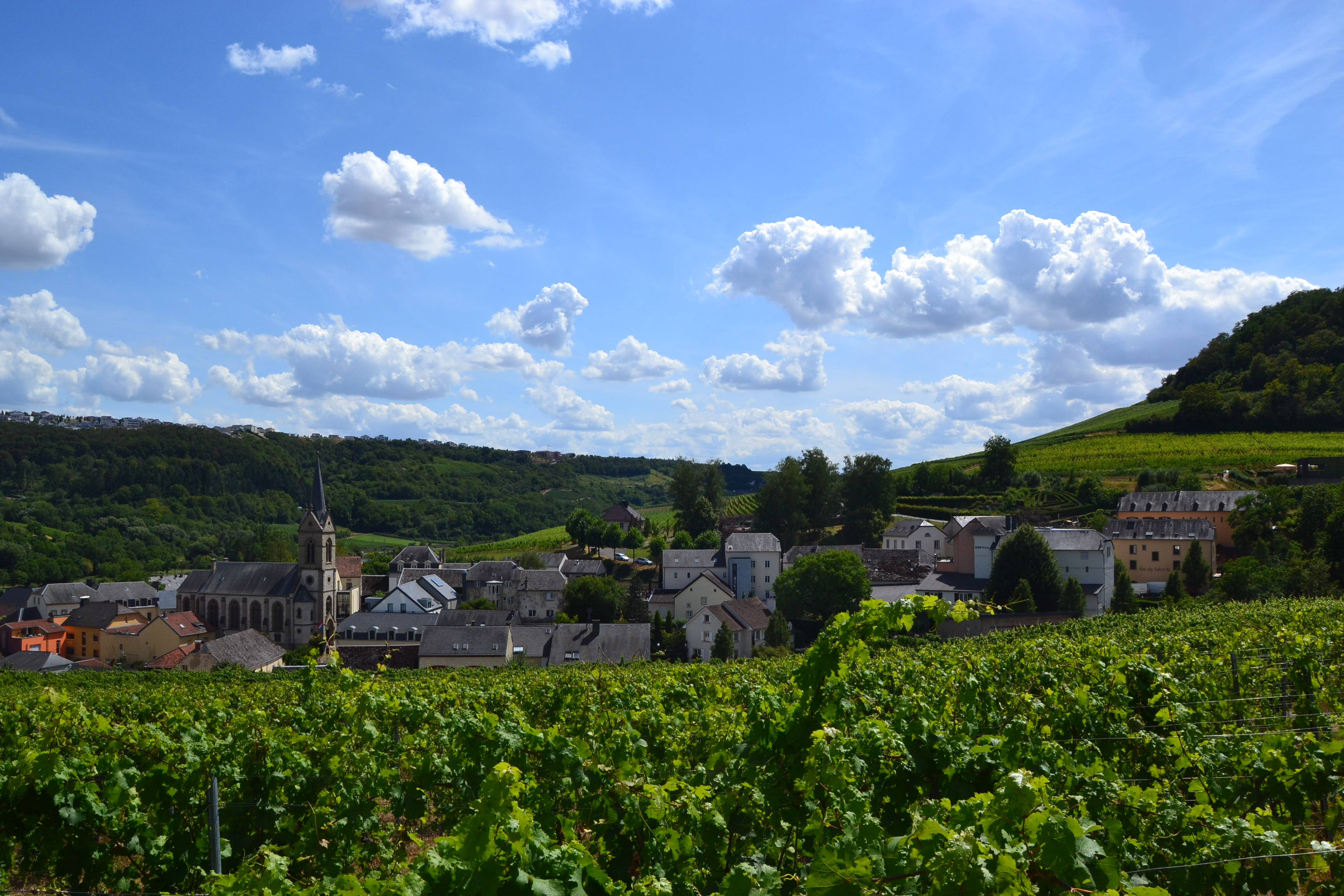
Ahn

## Geboren
- Ernest Wurth (1901-1976), jurist en kunstschilder